# شبده
شبده یکی از روستاهای استان آذربایجان شرقی است که در دهستان آتش‌بیگ قرانقو بخش نظرکهریزی شهرستان هشترود واقع شده‌است.